# أندريه-غيليس فورتين
أندريه-غيليس فورتين هو سياسي كندي، ولد في 13 نوفمبر 1943 في غرانبي في كندا، وتوفي في 24 يونيو 1977 بسبب حادث مرور. نشط حزبياً في Social Credit Party of Canada ‏.